# Samburg
Samburg est une municipalité américaine située dans le comté d'Obion au Tennessee.
Selon le recensement de 2010, Samburg compte 217 habitants. La municipalité s'étend sur 0,82 mille carré (2,12 km2), dont 0,22 mille carré (0,57 km2) d'étendues d'eau. Samburg se trouve en effet sur les rives du lac Reelfoot, à proximité du parc d'État de Reelfoot Lake et du refuge faunique national de Reelfoot (en).
D'abord appelée Wheeling, la localité est renommée Samburg lors de la création de son bureau de poste, en l'honneur du commerçant qui a succéder à M. Wheeling à la tête du magasin du bourg. Samburg devient une municipalité le 1er février 1907.